# North Yelm
North Yelm az Amerikai Egyesült Államok északnyugati részén, Washington állam Thurston megyéjében elhelyezkedő statisztikai település. A 2010. évi népszámlálási adatok alapján 2906 lakosa van.

## Népesség
A település népességének változása:
| Lakosok száma | 2793 | 2906 | 3140 |
|               | 2000 | 2010 | 2020 |